# Diasemopsis wolteri
Diasemopsis wolteri är en tvåvingeart som beskrevs av Lindner 1954. Diasemopsis wolteri ingår i släktet Diasemopsis och familjen Diopsidae. Inga underarter finns listade i Catalogue of Life.